# 马达莱纳 (帕雷迪什)
马达莱纳是葡萄牙波尔图区的一个堂区。总面积1.16平方公里，总人口1725人，人口密度1487.1人/平方公里。